# كاميرون غلاسغو
كاميرون غلاسغو (بالإنجليزية: Cameron Glasgow)‏ هو لاعب اتحاد الرغبي بريطاني، ولد في 24 فبراير 1966.